# Selección de fútbol de Saaremaa
La selección de fútbol de Saaremaa es el equipo representativo de este condado estonio. No está afiliado a FIFA ni a UEFA. Está asociado con la IGA Island Games Association, la entidad encargada de organizar los Juegos de las Islas cada dos años, torneo del que participó nueve veces.

## Estadísticas

### Juegos de las Islas
| Año   | Posición     | PJ           | G            | E            | P            | GF           | GC           |
| ----- | ------------ | ------------ | ------------ | ------------ | ------------ | ------------ | ------------ |
| 1989  | No participó | No participó | No participó | No participó | No participó | No participó | No participó |
| 1991  | No participó | No participó | No participó | No participó | No participó | No participó | No participó |
| 1993  | No participó | No participó | No participó | No participó | No participó | No participó | No participó |
| 1995  | No participó | No participó | No participó | No participó | No participó | No participó | No participó |
| 1997  | No participó | No participó | No participó | No participó | No participó | No participó | No participó |
| 1999  | 12.º         | 4            | 0            | 0            | 4            | 4            | 16           |
| 2001  | 10.º         | 4            | 1            | 0            | 3            | 5            | 10           |
| 2003  | 12.º         | 4            | 0            | 0            | 4            | 0            | 10           |
| 2005  | 6.º          | 5            | 1            | 2            | 2            | 7            | 8            |
| 2007  | 10.º         | 3            | 0            | 0            | 3            | 3            | 9            |
| 2009  | 14.º         | 4            | 0            | 0            | 4            | 3            | 12           |
| 2011  | 6.º          | 3            | 1            | 1            | 1            | 5            | 7            |
| 2013  | No participó | No participó | No participó | No participó | No participó | No participó | No participó |
| 2015  | 13.º         | 4            | 1            | 0            | 3            | 5            | 9            |
| 2017  | 13.º         | 4            | 1            | 2            | 1            | 9            | 8            |
| Total |              | 35           | 5            | 5            | 24           | 41           | 89           |

## Récord histórico
| Rival               | PJ | PG | PE | PP | GF | GC |
| ------------------- | -- | -- | -- | -- | -- | -- |
| Åland               | 4  | 1  | 2  | 1  | 6  | 6  |
| Alderney            | 1  | 0  | 0  | 1  | 0  | 1  |
| Anglesey            | 3  | 0  | 0  | 3  | 3  | 9  |
| Frøya               | 2  | 1  | 0  | 1  | 6  | 5  |
| Gibraltar           | 1  | 0  | 0  | 1  | 0  | 4  |
| Gotland             | 1  | 1  | 0  | 1  | 3  | 5  |
| Groenlandia         | 3  | 0  | 0  | 3  | 2  | 8  |
| Guernsey            | 1  | 0  | 1  | 0  | 1  | 1  |
| Hébridas Exteriores | 1  | 1  | 0  | 0  | 2  | 0  |
| Hitra               | 1  | 0  | 0  | 1  | 1  | 2  |
| Isla de Man         | 2  | 0  | 1  | 1  | 2  | 6  |
| Isla de Wight       | 2  | 0  | 0  | 2  | 2  | 11 |
| Islas Malvinas      | 1  | 0  | 0  | 1  | 1  | 2  |
| Islas Orcadas       | 1  | 1  | 0  | 0  | 2  | 1  |
| Jersey              | 1  | 0  | 0  | 1  | 0  | 1  |
| Menorca             | 2  | 0  | 0  | 2  | 1  | 7  |
| Rodas               | 2  | 0  | 0  | 2  | 0  | 5  |
| Shetland            | 4  | 0  | 1  | 3  | 8  | 11 |